# Dongjum
Dongjum – wieś w Holandii, w prowincji Fryzja, w gminie Franekeradeel. Miejscowość powstała na terpach, lecz obszar ten zamieszkany był również w okresie Cesarstwa Rzymskiego. W miejscowości znajduje się kościół zbudowany w 1777 r.